# Oolito

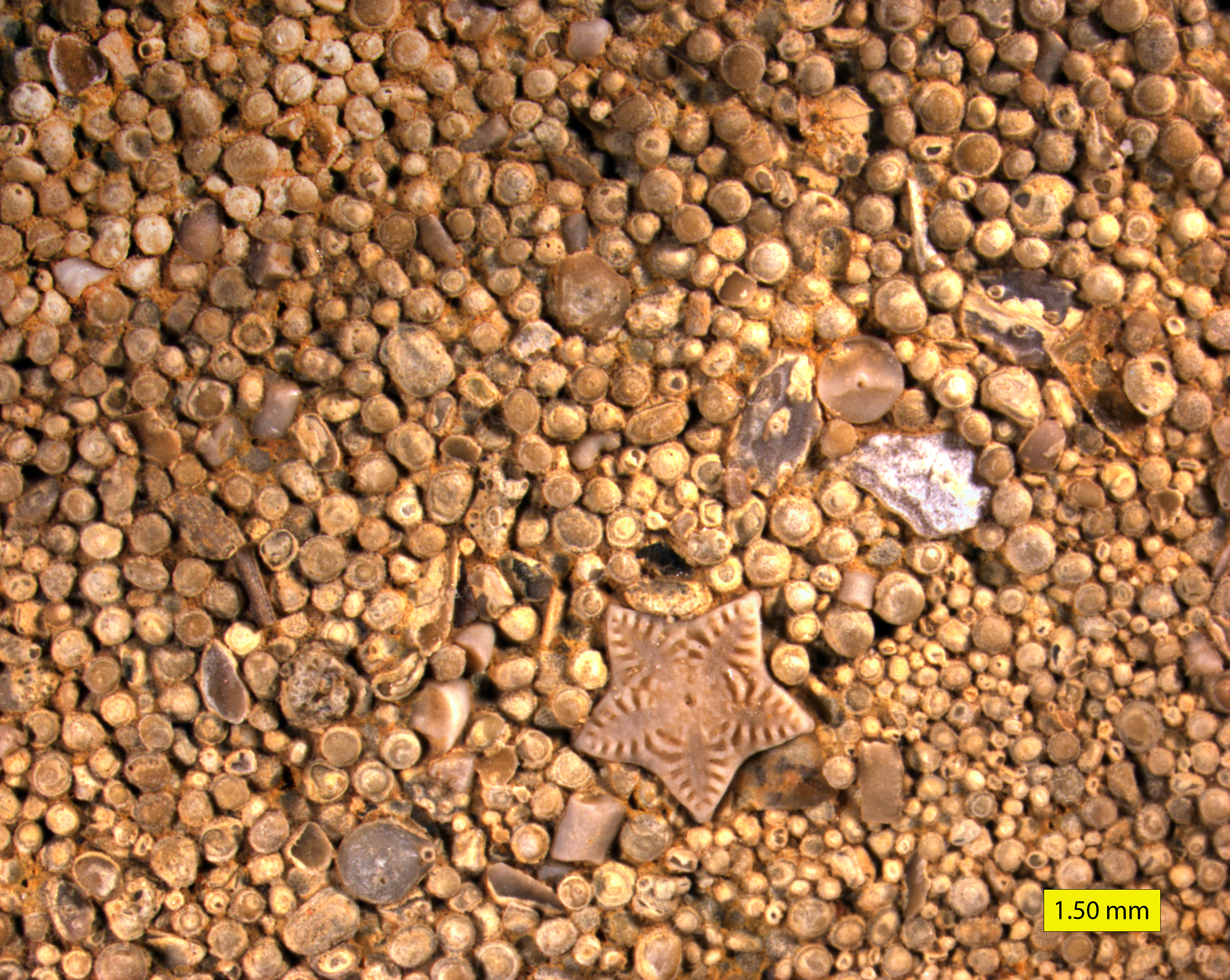
Oolitos expuestos en la superficie de una caliza (la forma estrellada de la imagen corresponde a un artejo de crinoideo). Formación Carmel (Jurásico medio) del sur de Utah.

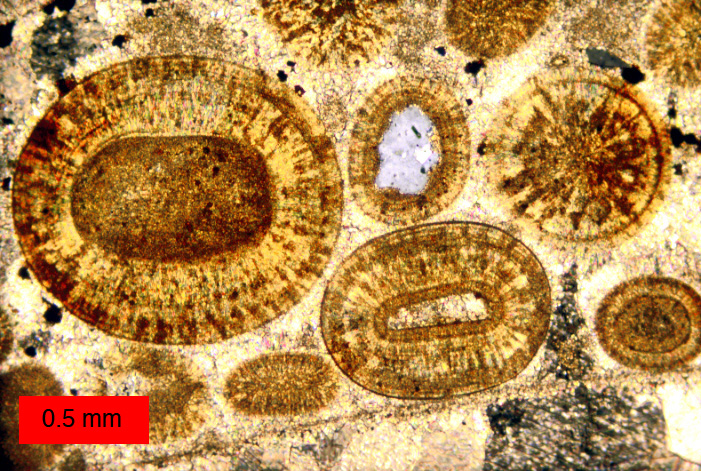
Lámina delgada de oolitos calcáreos. Es claramente observable la estructura concéntrica radiada de láminas de carbonato de calcio que en los oolitos de mayores dimensiones recubren a un núcleo. El diámetro del ooide mayor es de 1,2 mm. Formación de Carmel, Jurásico medio de Utah.

Los oolitos u ooides (del griego ὼὁν ôon-huevo- y λίθος lithos -piedra- , o eidos -aspecto-) son pequeñas esferas carbonatadas de origen sedimentario, con un diámetro de entre 0,5 y 2 mm. Si son de dimensiones superiores a 2 mm se habla de pisolitos. Están formados por un núcleo que puede ser cualquier corpúsculo detrítico sobre el cual han acrecido capas concéntricas de calcita (CaCO3) microcristalina.

## Génesis
En general los pisolitos y oolitos tienen origen sedimentario; se forman por precipitaciones de calcita o aragonita en torno a un núcleo de cuarzo o de carbonato en aguas limpias, cálidas y agitadas, esto es, rotando sobre el fondo de mar poco profundo durante la acreción de estas formaciones. Se mantienen luego en suspensión hasta que, cuando se ha formado el córtex, son lo bastante pesados como para depositarse y hacer sedimentación en el fondo marino. Se caracterizan por una típica estructura interna concéntrica a veces radiada, observable en lámina delgada bajo el microscopio petrográfico.

El núcleo sobre el cual se forma el oolito puede ser: 
- un bioclasto (es decir un resto de origen orgánico);
- un litoclasto (pequeño fragmento de roca);
- un grano de carbonato micrítico (se disuelven en el medio en los momentos iniciales de la formación del oolito).

En torno al núcleo se desarrollan las "láminas" (córtex), en finas capas concéntricas superpuestas concéntricamente, frecuentemente calcáreas y en ocasiones ferruginosas. 
El origen puramente mineral de los oolitos ha sido objeto de debate en la comunidad de científicos. Los oolitos suelen poseer un microbiofilm bacteriano en su superficie que podría ayudar a la precipitación del carbonato, si es así se trataría de una sedimentación inducida (por oposición a la sedimentación controlada) semejante a la de los estromatolitos, pero a diferencia de éstos sobre una estructura no fijada al terreno.
Se pueden encontrar rocas calcáreas constituidas casi exclusivamente por oolitos, en estos casos de habla de calcáreas oolíticas (como la roca utilizada para la Venus de Willendorf).

## Pisolitos limosos
Los pisolitos llamados "limosos" se forman de precipitaciones de carbonato de calcio por obra de las corrientes de agua limosas o fangosas que discurren en suelos calcáreos.

## Vocabulario
La palabra oolito ha sido empleada para designar los lechos estratigráficos formados por estas pequeñas concreciones minerales; tal acepción del término ha caído en desuso y en su lugar se habla de rocas oolíticas.
En oposición a los oolitos se habla de oncolitos, caracterizados por los oncoides (estructuras irregulares).